# Dankerath
Dankerath là một đô thị thuộc huyện Ahrweiler, bang Rheinland-Pfalz, phía tây nước Đức. Đô thị Dankerath có diện tích 3,26 km², dân số thời điểm ngày 31 tháng 12 năm 2006 là 83 người.

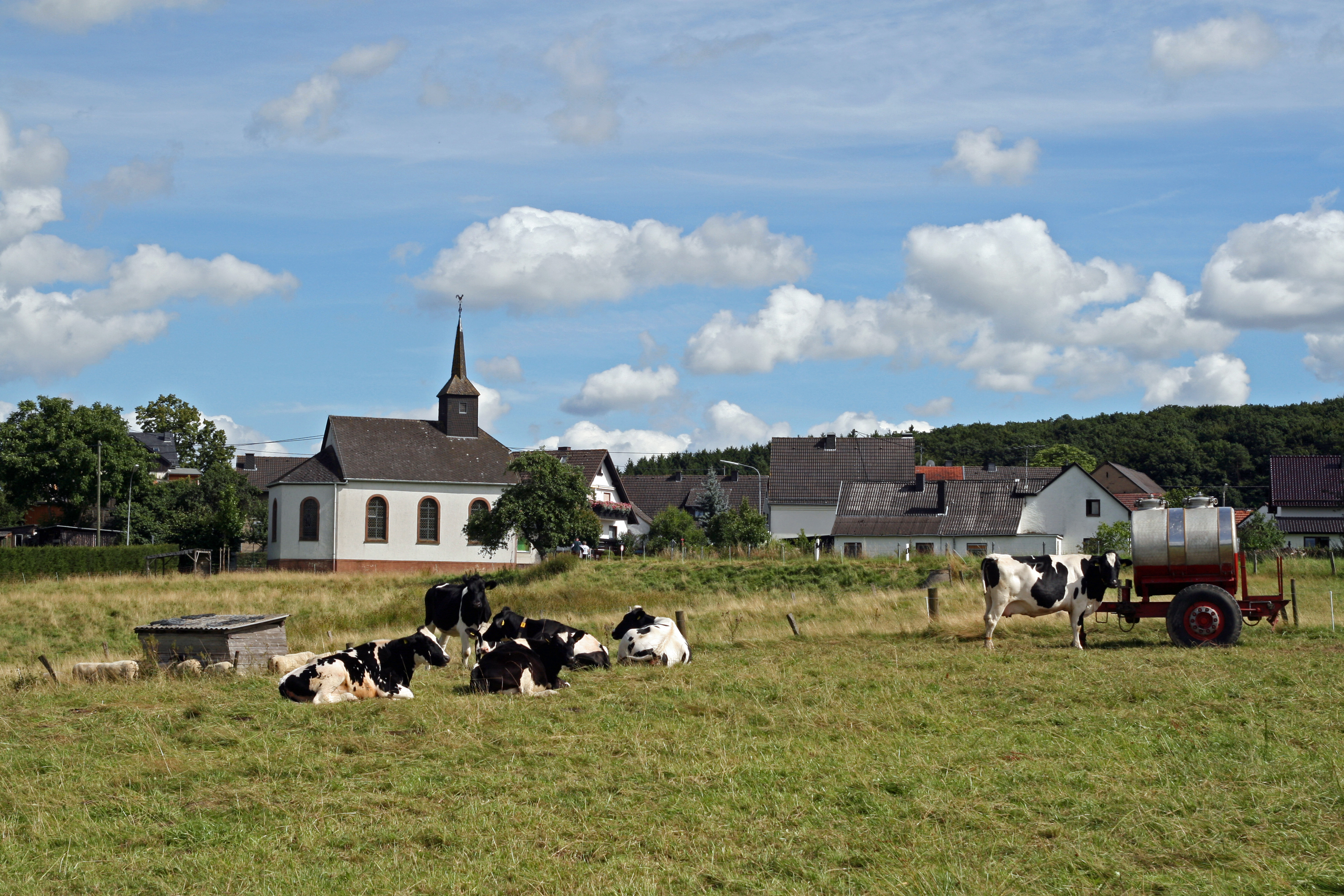
Dankerath